# 프라뇨 투지만
프라뇨 투지만(크로아티아어: Franjo Tuđman, 크로아티아어 발음: [frǎːɲo tûdʑman], 문화어: 프라뇨 뚜쥬만, 1922년 5월 14일 ~ 1999년 12월 10일)은 크로아티아의 정치인이자 역사학자로 1990년부터 사망할 때까지 크로아티아의 대통령을 지냈다. 크로아티아가 유고슬라비아 사회주의 연방공화국에서 분리독립 한 후 초대 대통령을 역임했다. 또한 1990년 5월부터 7월까지 크로아티아 사회주의 공화국(SR 크로아티아) 대통령단의 마지막이자 9대 의장을 지냈다.
자그레브 부근의 작은 마을인 벨리코트르고비슈체에서 태어났다. 젊은 시절에 제2차 세계 대전이 발발했고 유고슬라비아 파르티잔에 가담해 참전했다. 전후 유고슬라비아 국방부에서 근무하다 1960년 유고슬라비아 인민군에서 육군 소장 직책을 맡았다. 군에서 전역한 후에는 지정학 연구에 전념했다. 1963년에는 자그레브 대학 정치학부 교수가 되었다. 1965년에는 역사학 박사 학위를 수여받아 정권과 충돌하기 전까지 역사학자로 활동했다. 투지만은 이후 크로아티아의 개혁을 촉구하는 '크로아티아의 봄' 운동에 가담했고 1972년 이 운동으로 투옥되었다. 이후 공산주의 정권이 종식되기 직전까지 거의 익명으로 활동하다가 1989년 크로아티아 민주연합(HDZ)을 창당하며 정치 활동을 시작했다.
1981년, 스웨덴 언론과 유고슬라비아 내 크로아티아인에 대한 상황을 인터뷰한 것이 문제되어 다시 징역형을 선고받았고 군 시절 받았던 훈장은 취소되었다. 그 후 1989년, 동구권의 민주화 물결 속에 유고슬라비아에서도 다당제 자유선거를 실시하기로 하자 그는 크로아티아 민주연합(HDZ)을 창당, 그 이듬해 총선에 나섰으며, 총선에서 크로아티아 민주연합은 공산당보다 더 많은 표를 얻었다. 그리고 그는 대통령에 지명되었다. 크로아티아의 민족주의 정당인 크로아티아 민주연합이 크로아티아에서 우세하게 되면서 유고슬라비아에서의 분리 독립 여론은 더욱 거세졌고, 1991년 5월 분리 독립을 위한 국민투표에서 90% 이상의 찬성을 얻자 6월 일방적으로 독립을 선언했다. 크로아티나 내 세르비아인 거주 지역에서는 폭동이 일어나고 연방군이 투입되어 전쟁이 일어났으나, 그 해 말부터 국제 사회에서 크로아티아의 독립을 승인받기 시작했다. 그 다음해 대통령 선거에서 과반 이상의 득표율로 당선되었다.
이에 따라 크로아티아의 독립 영웅이자 국부로 추앙받았으나, 차츰 국내외의 신임을 잃었다. 국내에서는 독립 과정에서의 업적을 내세워 권위적인 통치 스타일로 권력을 휘둘렀고, 국내의 세르비아인들을 탄압했다. 또 보스니아 내전에 개입해 크로아티아 민족주의를 내세워 세르비아 민족주의를 주장한 슬로보단 밀로셰비치 세르비아 대통령과 대립하였다. 1997년 대통령 선거에서 재선되었으나, 1999년 암으로 세상을 떠났다. 오늘날 그에 대해서는 독립 영웅이라는 평가와 전쟁 범죄자·독재자라는 평가가 공존하고 있다.

## 참고 문헌
- Bing, Albert (October 2008). “Sjedinjene Američke Države i reintegracija hrvatskog Podunavlja” [The United States of America and the reintegration of the Croatian Danube Region]. 《Scrinia Slavonica》 (크로아티아어) (Croatian Institute of History) 8 (1): 336–365.
- Buckley, Mary E. A.; Cummings, Sally N. (2001). 《Kosovo: perceptions of war and its aftermath》. Continuum International Publishing Group. ISBN 978-0-8264-5670-0.
- Christia, Fotini (2012). 《Alliance Formation in Civil Wars》. Cambridge: Cambridge University Press. ISBN 978-1-13985-175-6.
- Goldstein, Ivo (1999). 《Croatia: A History》. London: C. Hurst & Co. Publishers. ISBN 1-85065-525-1.
- Holbrooke, Richard (1999). 《To End a War》. New York: Modern Library. ISBN 978-0-375-75360-2.
- Hudelist, Darko (2004). 《Tuđman – biografija》 (크로아티아어). Zagreb: Profil. ISBN 953-12-0038-6.
- Krišto, Jure (April 2011). “Deconstructing a myth: Franjo Tuđman and Bosnia and Herzegovina”. 《Review of Croatian History》 (Zagreb, Croatia: Croatian Institute of History) 6 (1): 37–66.
- Lamza Posavec, Vesna (July 2000). “Što je prethodilo neuspjehu HDZ-a na izborima 2000.: Rezultati istraživanja javnoga mnijenja u razdoblju od 1991. do 1999. godine” [What Preceded HDZ's Failure at the 2000 Elections: Results of Public Opinion Polis from 1991 to 1999]. 《Društvena Istraživanja: Časopis za Opća Društvena Pitanja》 (크로아티아어) (Institut društvenih znanosti Ivo Pilar) 9 (4–5): 433–471.
- Macdonald, David Bruce (2002). 《Balkan Holocausts?: Serbian and Croatian Victim Centered Propaganda and the War in Yugoslavia》. Manchester University Press. ISBN 9780719064678.
- Marijan, Davor (2004). 《Bitka za Vukovar》 [Battle of Vukovar] (크로아티아어). Zagreb: Hrvatski institut za povijest. ISBN 9789536324453.
- Marijan, Davor (2004). “Expert Opinion: On the War Connections of Croatia and Bosnia and Herzegovina (1991 – 1995)”. 《Journal of Contemporary History》 (Zagreb, Croatia: Croatian Institute of History) 36: 249–289.
- Marijan, Davor (June 2008). “Sudionici i osnovne značajke rata u Hrvatskoj 1990. – 1991.” [Participants and the basic characteristics of the war in Croatia 1990–1991]. 《Journal of Contemporary History》 (크로아티아어) (Croatian Institute of History) 40 (1): 47–63. ISSN 0590-9597.
- Mrduljaš, Saša (2008). “Politička dimenzija hrvatsko-muslimanskih/bošnjačkih odnosa tijekom 1992. godine” [Political dimension of Croat-Muslim/Bosniak relations during 1992]. 《Journal for General Social Issues》 (크로아티아어) (Split, Croatia: Institute of Social Sciences Ivo Pilar) 17: 847–868.
- Nazor, Ante (2001). 《The town was the target》 (PDF) (크로아티아어). Croatian Memorial Documentation Centre of the Homeland War of the Government of Croatia. 2016년 4월 27일에 원본 문서 (PDF)에서 보존된 문서. 2016년 12월 1일에 확인함.
- Phillips, David L.; Burns, Nicholas (2012). 《Liberating Kosovo: Coercive Diplomacy and U.S. Intervention》. Cambridge, Massachusetts: MIT Press. ISBN 978-0-262-30512-9.
- Radelić, Zdenko (2006). 《Hrvatska u Jugoslaviji 1945. – 1991.》 (크로아티아어). Zagreb: Školska knjiga. ISBN 953-0-60816-0.
- Ramet, Sabrina P. (2010). 《Central and Southeast European Politics Since 1989》. Cambridge, England: Cambridge University Press. ISBN 978-1-139-48750-4.
- Sadkovich, James J. (2010). 《Tuđman – Prva politička biografija》 (크로아티아어). Zagreb: Večernji list. ISBN 978-953-7313-72-2.
- Sadkovich, James J. (January 2007). “Franjo Tuđman and the Muslim-Croat War of 1993”. 《Review of Croatian History》 (Zagreb, Croatia: Croatian Institute of History) 2 (1): 204–245. ISSN 1845-4380.
- Sadkovich, James J. (June 2008). “Franjo Tuđman i problem stvaranja hrvatske države” [Franjo Tuđman and the problem of creating a Croatian State]. 《Journal of Contemporary History》 (크로아티아어) (Croatian Institute of History) 40 (1): 177–194. ISSN 0590-9597.
- Tanner, Marcus (2001). 《Croatia: a nation forged in war》 2판. New Haven; London: Yale University Press. ISBN 0-300-09125-7.
- Tuđman, Franjo (1989). 《Bespuća povijesne zbiljnosti: rasprava o povijesti i filozofiji zlosilja》 (크로아티아어) 2판. Zagreb: Matica hrvatska. ISBN 978-86-401-0042-7.